# John Musker
John Edward Musker (Chicago, 8 novembre 1953) è un regista, sceneggiatore e produttore cinematografico statunitense.

## Biografia
Musker esordì come animatore nel film Red e Toby - Nemiciamici (1981). Nel 1985 ebbe la sua prima collaborazione artistica con Ron Clements nel film fiascoTaron e la pentola magica; appena un anno dopo lui e Clements co-sceneggiarono e co-diressero un altro Classico Disney, Basil l'investigatopo, tratto dal romanzo Basil di Baker Street. 
Il successo arrivò comunque nel 1989, quando Musker e Clements diressero, produssero e sceneggiarono il film d'animazione La sirenetta, adattamento cinematografico dell'omonima fiaba di Hans Christian Andersen. 
Sull'onda della ribalta, si dedicarono ad un altro film promettente, Aladdin, tratto dalla fiaba Aladino e la lampada meravigliosa, che ottiene un successo commerciale persino superiore al lavoro precedente.
I lavori che seguirono (Hercules e Il pianeta del tesoro) ricevettero rispettivamente il primo un buon successo di pubblico e critica e il secondo l'insuccesso commerciale compensato tuttavia da una sufficienza da parte della critica. 
Tra gli ultimi film prodotti si ricordano La principessa e il ranocchio, basato sulla fiaba de Il principe ranocchio e Oceania, ispirato alla leggenda polinesiana di Maui.

## Filmografia

### Regista
- Basil l'investigatopo (Basil The Great Mouse Detective) (1986) (con Ron Clements, Burny Mattinson e David Michener)
- La sirenetta (The Little Mermaid) (1989) (con Ron Clements)
- Aladdin (1992) (con Ron Clements)
- Hercules (1997) (con Ron Clements)
- Il pianeta del tesoro (Treasure Planet) (2002) (con Ron Clements)
- La principessa e il ranocchio (The Princess and the Frog) (2009) (con Ron Clements)
- Oceania (Moana)  (2016) (con Ron Clements, Chris Williams e Don Hall)
- Gone Fishing (2017) - cortometraggio
- I'm Hip (2023) - cortometraggio

### Sceneggiatore
- Taron e la pentola magica (The Black Cauldron) (1985)
- Basil l'investigatopo (The Great Mouse Detective) (1986)
- La sirenetta (The Little Mermaid) (1989)
- Aladdin (1992)
- Hercules (1997)
- Il pianeta del tesoro (Treasure Planet) (2002)
- La principessa e il ranocchio (The Princess And The Frog) (2009)
- Oceania (Moana) (2016)

### Produttore
- La sirenetta (The Little Mermaid) (1989)
- Aladdin (1992)
- Hercules (1997)
- Il pianeta del tesoro (Treasure Planet) (2002)